# Konstantinteich (Freiberg)
Der Konstantinteich ist ein Kunstteich in Zug im Erzgebirge. Er ist Bestandteil der Revierwasserlaufanstalt Freiberg.

## Geschichte
Der Teich wurde 1925 als Vorlage- und Ausgleichspeicher für die im Konstantin- und Drei-Brüder-Schacht befindlichen Untertagekraftwerke (zweites Kavernenkraftwerke der Welt) genutzt. Der Damm ist ein Ring-Erddamm mit Lehmkerndichtung und Tarrasmauer. Heute dient er der gezielten Verteilung von Rohwasser für die Betriebswasserversorgung sowie der Fischereiwirtschaft. Der Konstantinteich liegt inmitten eines typischen Areals des Altbergbaus mit Halden und Schachtanlagen.